# 8943 Stefanozafka
A 8943 Stefanozafka (ideiglenes jelöléssel 1997 BH3) a Naprendszer kisbolygóövében található aszteroida. A. Vagnozzi fedezte fel 1997. január 30-án.